# プログレスM-49
プログレスM-49（Progress M-49）は2004年5月25日に打ち上げられたプログレス補給船。国際宇宙ステーションへの補給活動に使用され、バージョンはProgress-M 11F615A55、シリアル番号は249。NASAによる名称はプログレス14（Progress 14 略称: 14P）。

## 飛行記録
2004年5月25日13時54分43秒（GMT、以下同）、バイコヌール宇宙基地のSite 1/5からソユーズ-Uロケットによって打ち上げられた。
5月27日13時54分43秒にズヴェズダのAftポートにドッキングし、ISSに推進薬、クルーの食料、水、酸素および科学研究用の機器など計2,285kgを輸送した。
2か月後の7月30日6時4分48秒にドッキングを解除し、プログレスM-50にポートを譲った。同日の10時37分0秒に軌道を離脱。太平洋上空にて大気圏再突入を果たし、およそ11時23分35秒に燃え尽きなかった機体の一部は海上に落下した。